# Куюмба
Кую́мба — посёлок в Эвенкийском районе Красноярского края.
Образует сельское поселение посёлок Куюмба как единственный населённый пункт в его составе.
До 2002 года согласно Закону об административно-территориальном устройстве Эвенкийского автономного округа — село.
До 2017 года в состав сельского поселения входил также посёлок Усть-Камо.

## География
Расположен в юго-западной части Эвенкийского района в зоне тайги. Климат умеренный континентальный. Посёлок стоит на реке Подкаменная Тунгуска, которая делит его на две части.

## Население
| 2010 | 2012 | 2013 | 2014 | 2015 | 2017 | 2018 |
| ---- | ---- | ---- | ---- | ---- | ---- | ---- |
| 179  | ↘167 | ↘160 | ↘157 | ↗166 | ↘156 | ↘143 |
| 2019 | 2020 | 2021 |      |      |      |      |
| →143 | ↘140 | ↗141 |      |      |      |      |

По данным Всероссийской переписи населения 2010 года:
| № | Национальность | Численность, чел. | Доля   |
| - | -------------- | ----------------- | ------ |
| 1 | эвенки         | 100               | 55,9 % |
| 2 | русские        | 44                | 24,6 % |
| 3 | другие         | 35                | 19,5 % |

## Местное самоуправление
Куюмбинский поселковый Совет депутатов VI созыва
Дата избрания: 08.09.2024. Срок полномочий: 5 лет. Председатель Совета Шахбазова Тамара Васильевна.
| Фракция        | Кол-во депутатов |
| -------------- | ---------------- |
| Единая Россия  | 6                |
| Самовыдвижение | 1                |

Глава поселка
- Шахбазова Тамара Васильевна. Дата избрания: 08.09.2024. Срок полномочий: 5 лет.

Руководители поселка
- Удалова Лариса Ивановна, глава в 1992—2004 гг.
- Васильева Надежда Егоровна, глава в 2004—2011 гг и 2019—2024 гг.
- Ядонцев Дмитрий Алексеевич, глава в 2011—2014 гг.

## Инфраструктура
В посёлке имеются начальная школа-детский сад, магазин «Берёзка», сельский Дом культуры, фельдшерско-акушерский пункт, вертолетная авиаплощадка, филиал ФГУП «Почта России», филиал МП ЭМР «Байкитэнерго», филиал МП ЭМР «Эвенкиянефтепродукт», МУП «Корда», ООО "Куюмба-лес.
1 сентября 2016 года состоялось торжественное открытие нового здания Куюмбинской начальной школы-детского сада имени Александры Алексеевны Кудря. В сентябре 2023 года школа была реорганизована и стала филиалом МБОУ Байкитская средняя школа.

## Утечка нефтепродуктов в Куюмбе
5 июля 2022 года недалеко от поселка Куюмба произошел разлив 430 литров нефти в реку Подкаменная Тунгуска. Из строя вышел аварийный нефтепровод компании «Славнефть-Красноярскнефтегаз». В Подкаменную Тунгуску попало около 430 литров нефти. Специалисты устраняли последствия аварии, в отношении компании-нефтепереработчика проводится проверка.
По словам местных жителей, нефть лилась на протяжении шести часов. За три дня пятно прошло более 130 километров. Граждане также обнаружили на берегу мёртвую рыбу. Люди видели дохлую рыбу и уток. С леса на водопой к этой реке ходят олени, лоси, медведи. В реке водятся рыбы: хариус, осетр, таймень, налим.
8 июля 2022 года специалисты предприятия «Славнефть-Красноярскнефтегаз» оперативно завершили работы по ликвидации последствий отказа трубопровода в Эвенкийском районе Красноярского края. Незначительный объем вышедшей на грунт нефтеводосодержащей жидкости полностью собран, произведена очистка участка.
Во время проведения работ на протекающем поблизости ручье и реке Подкаменная Тунгуска выставлялись боновые заграждения и осуществлялся экологический мониторинг.
Пробы воды в ручье и реке показали полное соответствие нормативам, превышения ПДК отсутствуют.